# جوليا أفيلا
جوليا أفيلا (بالإنجليزية: Julia Avila؛ مواليد 11 مايو 1988) هي مُقاتلة فنون قتالية مختلطة أمريكية سابقة.

## وصلات خارجية
لا توجد روابط لمواقع التواصل الاجتماعي.

- جوليا أفيلا على موقع يو إف سي (الإنجليزية)
- جوليا أفيلا على موقع شيردوغ (الإنجليزية)
- جوليا أفيلا على موقع Tapology.com (الإنجليزية)
- لا بيانات لهذه المقالة على ويكي بيانات تخص الفن